# Marian Moșneagu
Marian Moșneagu (n. 29 iunie 1961, Boroaia, România) este istoric român, specializat în istorie navală. A desfășurat și desfășoară o activitate publicistică intensă, focusat în general pe teme ale istoriei contemporane, cu precădere pe cele care privesc marina română.

## Biografia
S-a născut în comuna Boroaia, jud. Suceava, a absolvit Liceul Militar de Marină "Alexandru Ioan Cuza" din Constanța (1980), apoi Institutul de Marină "Mircea cel Bătrân" din aceiași localitate (1984). După studii în specialitatea istorie la Universitatea "Ovidius" din Constanța, susține doctoratul în istorie la Universitatea din Craiova sub conducerea cunoscutului cercetător Gheorghe Buzatu (2004). Implicat ca redactor și fondator la publicații și emisiuni marinărești la Constanța, trece la Muzeul Marinei Române ca șef de secție (1998-2001), apoi ca director (2001-2006), după care  conduce între anii 2007 și 2016 Serviciul Istoric al Armatei, trecând în rezervă la cerere . A parcurs ierarhic gradele militare de ofițer, fiind comandor de marină. A  condus publicația "Document. Buletinul Arhivelor Militare Române", care se editează și în prezent ca singura publicație a acestui domeniu de activitate. 

## Opera
A publicat ca autor a peste 25 de volume, un număr dublu în calitate de coautor și peste 400 de articole de specialitate în albume, dicționare, enciclopedii, monografii și volume de studii și comunicări științifice, precum și în presa militară și civilă. 
A primit Premiul special pentru Studii de istorie navală acordat la Salonul Internațional de Carte, Constanța, 2006, un alt premiu special acordat de Asociația  "Clubul Amiralilor" pentru studii în domeniul de Istorie navală și Geografie maritimă și fluvială, ș.a.  

## Afilieri
Este membru al Uniunii Ziariștilor Profesioniști din România (1992) și al Comisiei Române de Istorie Militară (1999).

## Volume publicate ca autor
- Destine sub marele pavoaz. Amiralul Gheorghe Angelescu, Constanța, Editura Muntenia, 2003.
- Ziua Marinei la români, Editura Companiei Naționale Administrația Porturilor Maritime Constanța, 2004.
- Cultul apelor la români, Editura Companiei Naționale Adminstrația Porturilor Maritime S.A. Constanța, Constanța, 2001.
- Politica navală postbelică a României (1944-1958), (teză de doctorat) cu un  cuvânt înainte de prof. univ. dr. Gheorghe Buzatu ,București, Editura Mica Valahie,  ediția I, 2005, ediția a II-a, 2006.
- O istorie tragică a Marinei Comerciale Române, Editura Ex Ponto, Constanța, 2006.
- Odiseea navei-școală Constanța, Constanța, Editura Muntenia, 2004.«
- Regele și Regina Mării Negre. File din istoricul distrugătoarelor și fregatelor Regele Ferdinand și Regina Maria, 2006.
- O istorie tragică a Marinei Comerciale Române, Constanța, Editura Ex Ponto, 2006.
- Dicționarul marinarilor români, București, Editura Militară,  2008.
- Eroii Marinei Române , Editura Alpha Buzău, 2009.
- Fregata-amiral «Mărășești», Editura Militară, București, 2014.
- Elita Marinei Regale în rezistența anticomunistă, București, Editura Militară, 2010.
- Presa Marinei Române. Dicționar bibliografic, 2011.
- Crucișătorul Elisabeta în campanie, București, Editura Militară,  2012.
- Serviciul Istoric al Armatei în slujba culturii naționale, 2013.
- Fregata-amiral "Mărășești", 2014.
- «Mircea» , voievodul velelor, 2014.
- România la bicentenarul S.U.A. Primul voiaj transatlantic al navei-școală Mircea (4 martie - 30 august 1976), 2016.
- General Gheorghe Garoescu. Jurnal de front, vise de iubire. 14 august 1916-28 septembrie 1918, București, Editura Militară, 2017.
- Amiralii României, Constanța, Ex-Ponto, 2018.
- Cavalerii Mării Negre, București, Editura militară, 2019.
- Armata Română pe frontul Canalului Dunăre-Marea Neagră, Editura Militară, București, 2020, ISBN 978-973-32-1185-3, 224 pagini
- Legendele "Albatrosului", Editura militară, 2021.
- Simboluri și tradiții marinărești, Constanța, Editura Ex Ponto, 2022.
- Comuna Boroaia și perpetua sa înălțare, Constanța, Editura Farul, 2022.
- Cadeții Marinei Române 1880-1960, Editura Centrului Tehnic-Editorial al Armatei, București, 2023
- Logistica forțelor Navale Române, Editura Farul, Constanța, 2024.
- Comandorul Gheorghe Mocanu Mai presus de talazuri și zăgazuri, Editura Farul, Constanța, 2024.

## Volume la care este editor, coautor și / sau coordonator
- ,Muzeul Marinei Române. 1969-1999, Editura Modelism, București, 1999.
- ,Noi contribuții la istoria Marinei Militare Române,Editura Muntenia & Leda, Constanța, 2000.
- Destine sub marele pavoaz. Amiralul Gheorghe Anghelescu,Editura Muntenia, Constanța. 2003,
- Sfânta Maria Mare. Credințe și tradiții spirituale românești,Editura CallasPrint, Mangalia, 2005.
- Statul Major al Forțelor Navale. 1960-2006. Tradiții și perspective, Editura Centrului Tehnic-Editorial al Armatei,București, 2005.
- Istoricul Regimentului 4 Dorobanți Argeș (1877-1946), Pitești, Editura Pământul, 2008.
- Înzestrarea Armatei Române în perioada interbelică. Documente, vol. II, 1931-1935, București, Editura CentruluiTehnic-Editorial al Armatei.
- Enciclopedia Armatei României, București, Editura Centrului Tehnic-Editorial al armatei, 2009.
- Albumul Armatei României, București, Editura Militară, 2009.
- Statul Major General în arhitectura organismului militar românesc 1859-2009, București, Editura Centrului Tehnic-Editorial al Armatei, 2009
- Armata Română și unitatea națională, Pitești, Editura DeltaCart Educațional, 2008.
- Amiralul dr. Gheorghe Marin în elita Armatei României, 2010.
- Dicționar enciclopedic de marină , București, Editura Semne.
- Marina Militară Română 1860-1960, Constanța, Editura Ovidius University Press, 2010.
- Casa Regală în cronicile neoficiale ale Monitorului Oficial. 1914-1924. Ferdinand I, vol. I și II, București, Editura Centrului Tehnic-Editorial al Armatei, 2010.
- Școala de Aplicație a Forțelor Navale Viceamiral Constantin Bălescu - 115 ani de experiență în instruirea echipajelor, Mangalia, 2011.
- Dreptul mării în timp de pace și de război, București, Editura Mica Valahie, 2011.
- Miniștrii Apărării Naționale. Enciclopedie, București, Editura Centrului Tehnic-Editorial al Armatei, 2012.
- Armata Română și patrimoniul național, București, Editura Centrului Tehnic-Editorial al Armatei, 2010.
- Ghidul Arhivelor Militare Române, București, Editura Centrului Tehnic-Editorial al Armatei, 2010.
- Resursele umane ale Armatei României. 150 de ani de istorie, București, 2012, Direcția Management Resurse Umane.
- Armata Română și societatea civilă, Brăila, Editura Istros, 2012.
- Mareșali ai României, București, Editura Rao, 2013.
- Campania militară a României din 1913, o istorie în imagini, documente și mărturii de epocă, București, Editura Etnologică, 2013.
- Armata Română și mass-media, Brăila, Editura Istros, 2013.
- «Mircea», voievodul velelor 1882-2014,  Constanța, Editura Ex Ponto, 2014
- Vizita țarului Nicolae al II-lea la Constanța 1/14 iunie 1914, Constanța, Editura Ex Ponto, 2014.
- Uniformele Armatei României, București, Editura Centrului Tehnic-Editorial al Armatei, 2014.
- Șefii Statului Major General. Enciclopedie, București, Editura Centrului Tehnic-Editorial al Armatei, 2014.
- Înzestrarea Armatei Române în perioada interbelică. Documente, vol. III, Brăila, Editura Istros, 2014.
- Armata Română și cultele. Studii și comunicări, Brăila, Editura Istros, 2014.
- Sfânta Maria Mare. Credințe și tradiții spirituale românești,Editura CallasPrint, Mangalia, 2005.
- Statul Major al Forțelor Navale. 1960-2006. Tradiții și perspective, Editura Centrului Tehnic-Editorial al Armatei,București, 2005.
- Înzestrarea Armatei Române în perioada interbelică. Documente, vol. II, 1931-1935, București, Editura CentruluiTehnic-Editorial al Armatei.
- Statul Major General în arhitectura organismului militar românesc 1859-2009, București, Editura Centrului Tehnic-Editorial al Armatei, 2009.
- Armata Română și unitatea națională, Pitești, Editura DeltaCart Educațional, 2008.
- Casa Regală în cronicile neoficiale ale Monitorului Oficial. 1914-1924. Ferdinand I, vol. I și II, București, Editura Centrului Tehnic-Editorial al Armatei, 2010.
- Miniștrii Apărării Naționale. Enciclopedie, București, Editura Centrului Tehnic-Editorial al Armatei, 2012.
- Armata Română și patrimoniul național, București, Editura Centrului Tehnic-Editorial al Armatei, 2010.
- Ghidul Arhivelor Militare Române, București, Editura Centrului Tehnic-Editorial al Armatei, 2010.
- Resursele umane ale Armatei României. 150 de ani de istorie, București, 2012, Direcția Management Resurse Umane.
- Armata Română și societatea civilă, Brăila, Editura Istros, 2012.
- Mareșali ai României, București, Editura Rao, 2013.
- Campania militară a României din 1913, o istorie în imagini, documente și mărturii de epocă, București, Editura Etnologică, 2013.
- Armata Română și mass-media, Brăila, Editura Istros, 2013.
- Radu Theodoru, Marian Moșneagu, Comandorul aviator Lazăr Munteanu, Cavaler al Ordinului "Mihai Viteazul", Biografie de război, Editura SemnE, 2016,
- Uniformele Marinei Române, Editura Centrului Tehnic-Editorial al Armatei,București, 2017.
- Divizia a VI-a Infanterie. Jurnal de operații. Volumul I (14 august 1916-12 mai 1918), Editura Pallas, Focșani, 2017.
- Eroinele României Mari. Destine din linia întâi, Editura Muzeului literaturii române, București, 2018.
- Ingineri români. Dicționar enciclopedic, vol. II, Cluj-Napoca, Editura Mega, 2018.
- Armata Română în Războiul de Întregire. Campaniile 1916 și 1917, Târgoviște, Editura Cetatea de scaun, 2018.
- Gabriel-Octavian Nicolae, Marian Moșneagu, Gheorghe Stănescu, Printre sute de catarge. Serviciul Maritim Român 1895-1945, Editura Academiei Oamenilor de Știință din România, București, 2020, ISBN 978-606-8636-76-4, 175 pagini
- Adrian Ilie, Marian Moșneagu, Monografia Colegiului Național Militar "Alexandru Ioan Cuza" (1881-2021), Constanța, Ex Ponto, 2021.
- Gabriel-Octavian Nicolae, Marian Moșneagu, Portul Constanța de la începuturi și până în prezent, From its beginnings to the present, Editura Publishing House, Constanța, 2022

## Aprecieri
1. Premiul „Radu R. Rosetti” acordat de Fundația Culturală „Magazin Istoric” pentru dicționarul bibliografic „Presa Marinei Române” (2012).
2. Premiul Național pentru Jurnalism „Nicolae Sever Cărpinișan” acordat de Asociația Română de Istoria Presei „pentru performanțele sale jurnalistice, cercetarea istoriei presei marinărești” (2011).
3. Alte premii acordate de organismele militare, cu ocazia diferitelor ocazii și concursuri (Clubul Amiralilor, Statul Major General, revista Gândirea militară,...).
4. Premiul Radu R. Rosetti acordat de Fundația "Magazin istoric" pentru editarea volumului generalului Gheorghe Garoescu în 2017 la Editura Militară.
5. Medalia aniversară "Forțele Navale Române - 160 de ani în serviciul Patriei" acordată în luna iulie 2021 cu ocazia galei "Omul Anului în Forele Navale".
6. Premiul "Nicolae Bălcescu" acordat de Fundația Culturală "Magazin istoric" la data de 1 iulie 2021 pentru lucrarea "Cavalerii Mări Negre - ...".
7. Marele Premiu al celei de a XIV-a ediții a Premiilor Clubului Amiralilor pentru volumele "Armata română pe frontul Canalului Dunăre-Marea Neagră" și "Legendele «Albatrosului»", 28 noiembrie 2021.
8. Premiul de excelență Comandor CLC Gheorghe Balaban acordat de Clubul,Amirarilor în anul 2024 pentru volumul Logistica forțelor Navale Române.